# 学生和平奖
学生和平奖是一项授予对促进和平及人权做出杰出贡献的学生或学生组织的奖项，每两年颁发一次。该奖项以所有挪威学生的名义颁发，并由学生和平奖在挪威特隆赫姆的秘书处监管。和平奖秘书处任命一个由挪威各高等学府的代表所组成的国家提名委员会以及一个独立的和平奖委员会来评选奖项。颁奖仪式在特隆赫姆国际学生节(ISFiT)期间举行。

## 委员会
2010年的和平奖委员会由九名成员组成，其中四名来自挪威全国学生联合会(NS O)，一名来自学生学者国际援助基金(SAIH)，另外四名是非学生的专家。
2011年委员会的成员将包括前任诺贝尔和平奖委员会主席Ole Danbolt Mjøs，前任贸易及工业部部长Børge Brende以及挪威现任红十字会秘书长、挪威广播公司(NRK)地区及新闻编辑Gro Holm。
前任委员会成员包括挪威前任首相、奥斯陆和平与人权中心主任Kjell Magne Bondevik，挪威国际事务研究所主任Jan Egeland，前任奥斯陆国际和平研究所(PRIO)主任Stein Tønnesson，挪威前外交部部长和红十字会会长Thorvald Stoltenberg。

## 提名
提名委员会由挪威各高等学府的学生组成并接受有关各方的提名。被提名者必须是学生或者学生组织。

## 奖项
2009年学生和平奖获奖人被授予50000挪威克朗（约5000欧元）并被邀请出席在特隆赫姆国际学生节（ISFiT）期间举行的颁奖仪式。获奖者或获奖代表将会游览挪威各城市并有机会会见各人道主义组织和杰出政治家。

## 学生和平奖获奖者
- 1999 – ETSSC，在东帝汶的学生组织，以及Antero Benedito da Silva
- 2001 – ABFSU，在缅甸的学生组织，以及敏哥奈
- 2003 – ZINASU，在津巴布韦的学生组织
- 2005 – ACEU，在哥伦比亚的学生组织
- 2007 – 来自缅甸的Charm Tong (25)
- 2009 – 来自西撒哈拉的Elkouria «Rabab» Amidane (23)